# Steve Bernier
Steve Bernier (Québec, 31 marzo 1985) è un hockeista su ghiaccio canadese professionista che gioca nel ruolo di ala destra. Dalla stagione 2015-2016 gioca per i New York Islanders.

## Carriera

### Giovanili
Gioca tutta la carriera giovanile con i Moncton Wildcats, squadra della QMJHL. Nel 2001-2002 risulta nell'All-Rookie Team, mentre nella stagione 2002-2003, la migliore dal punto di vista realizzativo, risulta nel Second All-Star Team della lega, anche grazie ai 49 gol e 52 assist messi a segno.
Nel draft del 2003 è la sedicesima scelta totale, che spetta ai San Jose Sharks, squadra che però lo lascia altre due stagioni a Moncton. Nel 2004 arriva fino in finale dei playoff di QMJHL con la sua squadra, che viene eliminata, in cinque gare, dai Gatineau Olympiques. Al termine della stagione 2004-2005, in cui è autore di 35 gol e 36 assist (71 punti), gli Sharks lo mettono sotto contratto per tre anni.

### National Hockey League

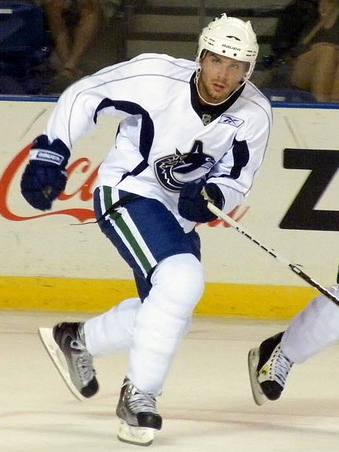
Bernier con la maglia dei Vancouver Canucks

La sua prima stagione da professionista fu divisa tra gli Sharks e la loro squadra affiliata dell'AHL, i Cleveland Barons. Il suo primo gol in NHL arrivò il 12 novembre 2005 contro i Dallas Stars. Chiuse la regular season con 27 punti, frutto di 13 gol e 14 assist, a cui aggiunse 1 gol e cinque assist nei playoff, in cui gli Sharks furono eliminati al secondo round.
Nel corso della stagione successiva Bernier, a causa di un infortunio, passò un periodo in AHL con i Worcester Sharks, per poi tornare, in febbraio, in prima squadra. A metà della stagione seguente fu ceduto ai Buffalo Sabres, assieme alla prima scelta al draft successivo ed in cambio di Brian Campbell e della settima scelta al draft. Realizzò i suoi primi gol con la nuova maglia il giorno dopo, con una doppietta (cui aggiunse un assist) nella vittoria per 8-4 con i Nashville Predators. Diventato free-agent alla fine della stagione, passò ai Vancouver Canucks in cambio della seconda scelta al draft del 2010 e una del terzo round del 2009. Il periodo in Canada lo vide spesso infortunato e retrocesso, infine, in terza linea. Il 25 giugno 2010 passò ai Florida Panthers, con cui fu costretto a saltare, a causa di un infortunio, la seconda parte della stagione, chiudendo con 5 gol e 10 assist.
Ancora una volta free-agent in vista della stagione 2012-12 accettò un contratto di tipo two-way con l'organizzazione dei New Jersey Devils. Dapprima scese in campo con la squadra affiliata in AHL degli Albany Devils. Nel gennaio del 2012 Bernier prolungò per un altro anno con i Devils, arrivando nella stessa stagione alla finale della Stanley Cup, persa con i Los Angeles Kings.
Il 3 febbraio 2013 ha realizzato la sua prima doppietta con la squadra del New Jersey, decisiva per la vittoria sui New York Islanders (3-0). Ha chiuso la seconda stagione con i Devils con 8 gol e sette assist in 47 partite, ma la squadra non è arrivata ai playoff.
Il 17 settembre 2015, dopo aver lasciato i Devils da free agent, ha firmato per i New York Islanders.

## Palmarès

### Nazionale
- Campionato mondiale di hockey su ghiaccio Under-18: 1

Russia 2003

### Individuale
- CHL Second All-Star Team: 1

2002-2003